# Histoire, économie & société
Histoire, économie & société est une revue généraliste d'histoire fondée en 1982, centrée sur les périodes moderne (XVIe-XVIIIe siècle) et contemporaine (XIXe-XXIe siècle).